# Gerard Wodarz
Gerard Wodarz (Świętochłowice, 10 agosto 1913 – Chorzów, 8 novembre 1982) è stato un calciatore e allenatore di calcio polacco, di ruolo attaccante.

## Carriera

### Giocatore

#### Club
Ha giocato nella massima serie polacca.

#### Nazionale
Con la Nazionale polacca prese parte ai Giochi Olimpici del 1936 ed ai Mondiali del 1938.

## Palmarès

### Giocatore

#### Competizioni nazionali
- Campionato polacco: 5

Ruch Chorzow: 1933, 1934, 1935, 1936, 1938